# Malai (Insel)
Malai ist eine kleine Insel der Siassi-Inseln von Papua-Neuguinea in der westlichen Bismarcksee. Die Insel ist von einer offenen Riffformation umgeben.
Malai liegt etwa 7 km südwestlich von Umboi, der Hauptinsel der Siassi-Inseln. Rund 11 km südöstlich liegt Tuam, die südlichste der Siassi-Inseln.